# Ллуэлин Дэвис, Джек
Джон «Джек» Ллуэлин Дэвис (англ. John "Jack" Llewelyn Davies; 11 сентября 1894 — 17 сентября 1959) — второй по старшинству из братьев Ллуэлин Дэвис, которые вдохновили английского драматурга Дж. М. Барри на создание Питера Пэна. Сам Джек стал прообразом одного из героев книги. Во время Первой мировой войны Джек служил в британском военно-морском флоте.

## Детство

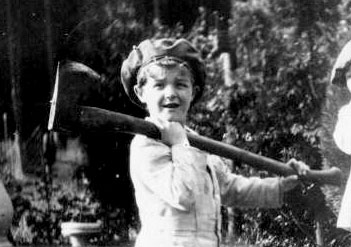
Джек позирует для «The Boy Castaways», около 7 лет

В 1897 году Джек вместе со своим старшим братом Джорджем, гуляя вместе с их няней Мэри Ходжсон и их младшим братом Питером (который тогда был ещё очень маленьким) в Кенсингтонских садах, познакомились там с драматургом-романистом Джеймсом Барри. Сначала он развлекал их различными выходками, вроде танца со своей собакой, двиганием бровей или шевеления ушами, потом начал рассказывать различные истории, в которых у него постепенно начал зарождаться образ Питера Пена. Это толкнуло Барри на создание фотокниги «Мальчики, потерпевшие кораблекрушение» (англ. The Boy Castaways), в которой Джордж, Джек и Питер позировали, изображая островитян, сражающихся с пиратами. Вслед за этим в 1904 Барри написал целую пьесу «Питер Пен, или Мальчик, Который Не Хотел Расти» (англ. Peter Pan, or The Boy Who Wouldn't Grow Up), в которой Джек стал прототипом старшего брата Вэнди Дарлинг Джона (имя он, соответственно, тоже получил в честь него).
В отличие от свои братьев, которые, став взрослыми, поступили в Итон, Джек был единственный, кто в 1906 году был рекомендован Джеймсом Барри Роберту Ф. Скотту для поступления в военно-морской колледж Осборна. После смерти отца (в 1907 году) и матери (в 1910 году) Джек вместе с братьями был взят под опеку Барри. По слухам Джек был единственный из братьев Дэвис, который после смерти родителей испытывал к писателю чувство неприязни, так как ему якобы не понравилось, что Барри старался стать для них вторым отцом. Так или иначе, но Джек не был так близок с Барри, как Джордж и Майкл.

## Дальнейшая судьба
Ещё до смерти матери Джек вступил в военно-морской флот и во время Первой мировой войны служил в Северной Атлантике.
В 1917 году Джек женился на 19-летней Джеральдине «Джерри» Гибб (англ. Geraldine "Gerrie" Gibb), предварительно не спросив разрешения Барри, который очень неохотно одобрил их брак, но, тем не менее, позволил им поселится в фамильном доме Дэвисов (после смерти родителей мальчики переехали жить к Барри, но проводили в своём доме школьные каникулы) на попечении Мэри Ходжсон. Разногласия между Джеральдиной и Ходжсон в конечном итоге привели к отставке последней. В браке у пары родилось два ребёнка: сын Тимоти, родившийся в 1921 году, и дочь Сильвия Джоселин (названная в честь его матери, хотя все называли её Джейн), родившаяся в 1924 году.
В 1915 году его старший брат Джордж был убит в бою, а в 1921 его младший брат Майкл утонул при невыясненных обстоятельствах. Джек стал третьим. Он умер в 1959 году в возрасте 65 лет, а спустя несколько месяцев его младший брат Питер покончил с собой.